# Arciprestazgos de Jerez de la Frontera
El Arciprestazgo de Jerez de la Frontera, es un arciprestazgo español que está bajo la jurisdicción del Obispado de Asidonia-Jerez.

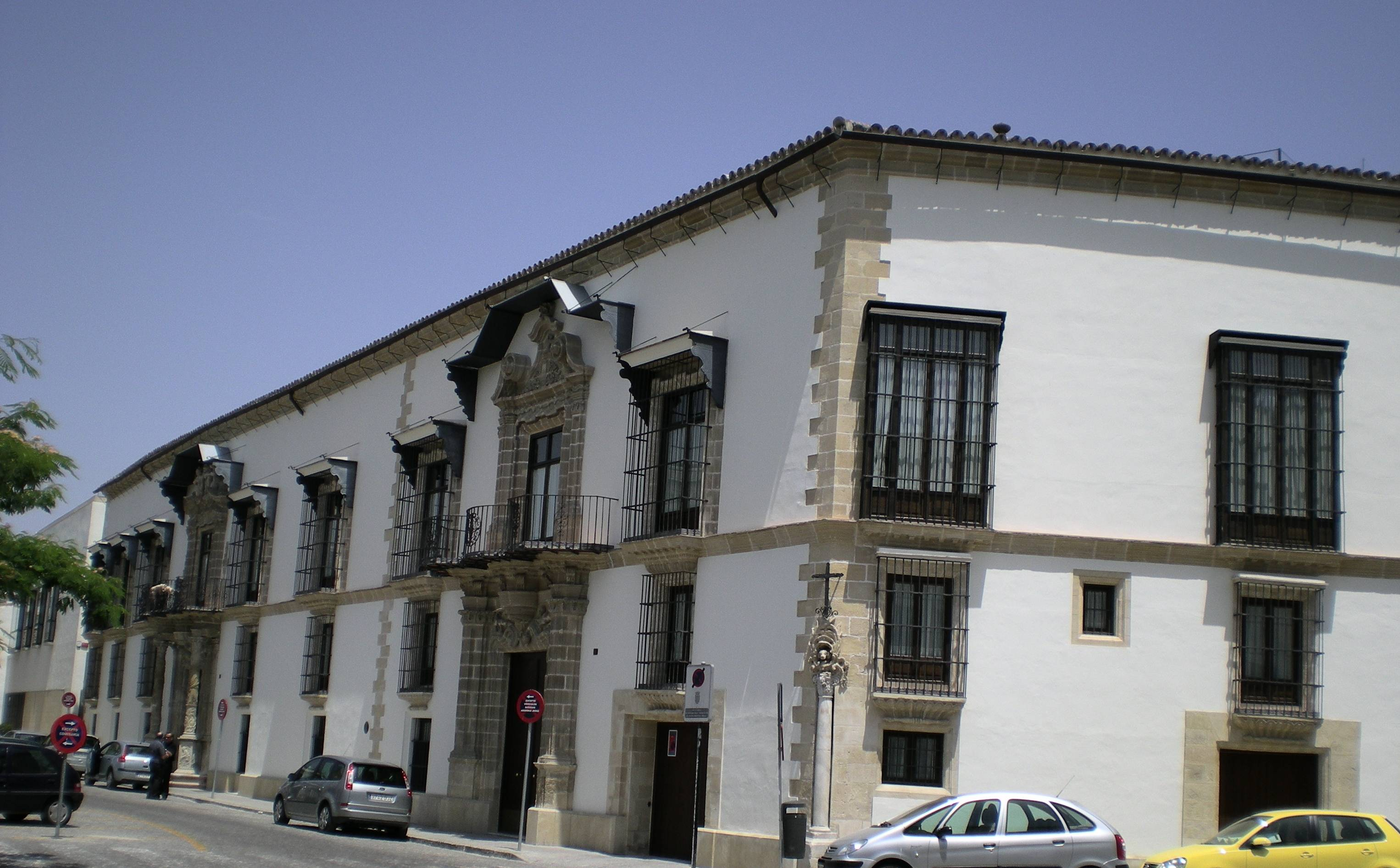
Fachada de la Casa de la Iglesia (Palacio de Bertemati).

Está dividido en cuatro zonas:

## Arciprestazgo: Jerez Norte
- Nuestra Señora del Perpetuo Socorro
- Nuestra Señora del Pilar
- San Benito
- San Juan Bautista de la Salle y Nuestra Señora de la Estrella
- San Juan de Ávila
- San Juan de Dios
- Santa Ana
- Santiago El Real y del Refugio
- Santísimo Corpus Christi y Nuestra Señora del Desconsuelo

## Arciprestazgo: Jerez Centro
- Los Cuatro Evangelistas
- Nuestra Señora de Fátima
- Nuestra Señora de las Nieves
- Nuestro Señor San Salvador y San Dionisio Aeropagita
- San Juan Bautista de los Descalzos y Nuestra Señora de las Angustias
- San Miguel
- San Pedro

## Arciprestazgo: Jerez Sur
- La Inmaculada Concepción
- Madre de Dios
- Madre de la Iglesia
- Nuestra Señora de las Viñas
- Virgen de los Dolores
- San José
- San Juan Grande y Nuestra Señora de la Candelaria
- San Pablo Apóstol
- San Rafael y San Gabriel
- Santa María de la Asunción

## Arciprestazgo: Jerez Rural
- La Resurrección del Señor - Mesas de Asta
- Nuestra Señora del Rosario - Nueva Jarilla
- Nuestra Señora de la Victoria - La Ina
- San Andrés - Los Albarizones
- San Enrique y Santa Teresa - Guadalcacín
- San Isidro - El Torno
- San Isidro - La Barca de la Florida
- San Juan Bautista - Torrecera
- San Miguel de Estella - Estella del Marqués